# Андерсон, Анастасия Борисовна
Анастасия Борисовна Андерсон (род. 8 марта 1986, Ленинград) — российская баскетболистка, игравшая на позиции разыгрывающего защитника.

## Биография
Анастасия Андерсон тренировалась у прославленного тренера Киры Тржескал. В 2004 году в составе юниорской сборную России стала победительницей первенства Европы в Словакии. На взрослом уровне несколько лет отыграла в Суперлиге. Чемпионка Евролиги в составе «Спарты&К». Провела один сезон в Румынии за «Тырговиште». Также в своей карьере баскетболистка выступала за «Вологду-Чеваката» и ивановскую «Энергию». Завершала свою карьеру в «Спартаке».

## Достижения
- Чемпионка Евролиги (2): 2009, 2010.
- Обладательница Суперкубка Европы (.): 2009.
- Чемпионка России (2): 2007, 2008.
- Серебряный призёр чемпионата России (2): 2009, 2010.
- Финалист Кубка России (2): 2009, 2010.
- Бронзовый призёр Кубка России (1): 2008.
- Чемпионка Европы среди юниоров (1): 2004.